# 巴爾托什·卡佩斯卡
巴爾托什·卡佩斯卡（Bartosz Kapustka，1996年12月23日—）是波蘭的一位職業足球選手，在場上的位置是中場，現效力於波蘭甲球队歷基亞。他也是波蘭國家足球隊的成員，在2015年9月7日首次代表波蘭國家隊出場，並且入選了波蘭2016年歐洲國家盃參賽名單。